# Hugo Banzer
Hugo Banzer Suárez (Concepción, 10 de mayo de 1926-Santa Cruz, 5 de mayo de 2002) fue un militar, político y dictador boliviano que ejerció como presidente de Bolivia de 1971 a 1978 y de 1997 a 2001.
En 1971, Banzer derrocó al presidente Juan José Torres, iniciando un mandato que reprimió a los sindicatos, al clero, a los indígenas y a los estudiantes. Los métodos de represión incluyeron el arresto injustificado, el exilio, la tortura y la desaparición. Esto resultó en una gran emigración boliviana. Bajo Banzer, el Estado boliviano colaboró con las demás dictaduras sudamericanas para rastrear y capturar disidentes, coordinación conocida como Plan Cóndor.
En 1978, Banzer fue depuesto por un golpe militar. Siguió siendo una figura influyente en la política boliviana, buscando la presidencia en las elecciones de 1985, 1989, 1993 y 1997, siendo electo en esta última. Su segunda presidencia fue democrática y constitucional, mas se vio marcada por un carácter autoritario, extendiendo el mandato presidencial de cuatro a cinco años y declarando un Estado de sitio en 2000, en el marco de la guerra del agua de Cochabamba. En 2001, Banzer renunció a la presidencia tras ser diagnosticado con cáncer de pulmón, lo sucedió su vicepresidente, Jorge Quiroga.

## Primeros años

### Familia
Hugo Banzer Suárez nació el 10 de mayo de 1926 en la hacienda El Junquillo de  Concepción, Santa Cruz, hijo de César Banzer Aliaga y María Luisa Suárez Justiniano. Su abuelo, Georg Banzer, fue un inmigrante alemán originario de Osnabrück.

### Educación
Banzer cursó sus estudios primarios en el Colegio Seminario y los secundarios en el Colegio Nacional Florida.
En 1941, Banzer ingresó al Colegio Militar del Ejército, egresando con el grado de subteniente el año 1947. Durante su permanencia en dicha institución, se destacó por ser uno de los mejores cadetes en cuanto a estudios. La vocación militar de Banzer se habría originado tras conocer de casualidad a Germán Busch a los diez años de edad.
Durante su carrera militar, Banzer fue formado en instituciones de distintos países, como Fort Knox y la Escuela de las Américas, siendo esta última la alma mater de policías y militares latinoamericanos reconocidos por sus delitos de lesa humanidad, como Manuel Contreras, Manuel Noriega, Leopoldo Galtieri o Roberto Eduardo Viola.

### Matrimonio e hijos
En 1932, Banzer contrajo matrimonio con Yolanda Prada, con quien tuvo cinco hijos: Martín, Boris, Ericka, Patricia e Ilonka. En 1971, Boris falleció tras un accidente con un arma de fuego. En 1988, Martín falleció a los 23 años en un accidente automovilístico en una ruta cerca de San Luis Obispo, California.
Banzer mantuvo relaciones extramatrimoniales con otras mujeres, resultando una de estas en el nacimiento de su hijo Hugo Alfredo Banzer Donoso, quien fue reconocido públicamente poco antes de la muerte de Banzer en 2002.

## Primera presidencia (1971-1978)

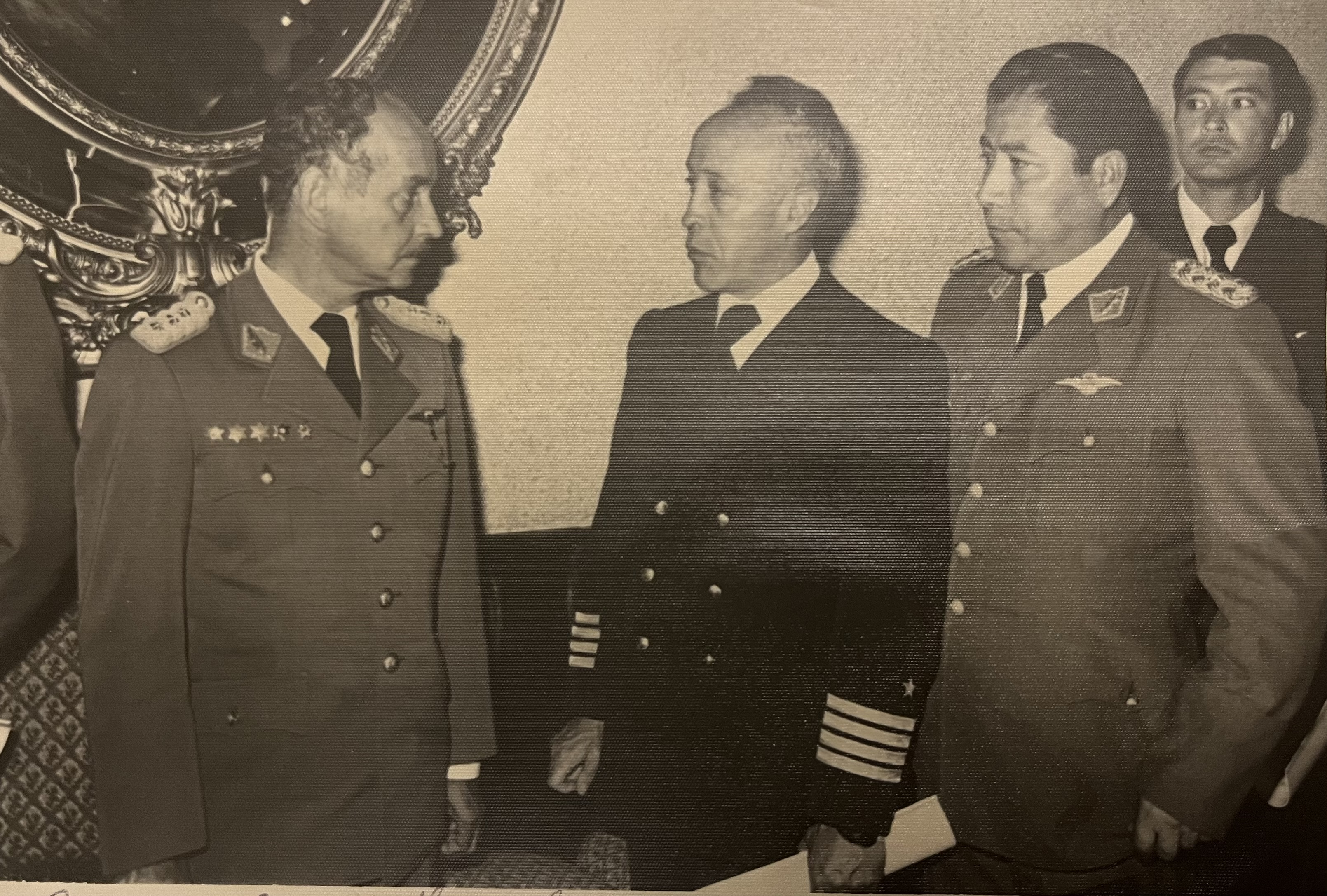
Hugo Banzer y Hernán Terrazas Céspedes en 1975.

En 1971, la dictadura de extrema izquierda del general Juan José Torres, hostil con la sociedad conservadora, fue sorprendido en enero, cuando se dieron los levantamientos revolucionarios en las ciudades de Santa Cruz de la Sierra y Cochabamba bajo el nombre de Banzer, quien, estando con la presión de los revolucionarios, se sumó a los levantamientos, pero este fue detenido al instante y dado de baja, exiliándose en Buenos Aires, Argentina. El Gobierno de Torres sufría días de efervescencia de la población radical, traspasando inclusive a sectores de izquierda. El 1 de mayo, la COB (Central Obrera Boliviana) se desligó del Gobierno, dándole la espalda al presidente Torres. 
Para retornar, Banzer solicitó ayuda financiera para gratificar a los comandantes de los principales regimientos militares, a la policía y a los comités cívicos de Santa Cruz, Beni, Pando y Tarija. Meses después, desde la Argentina, Banzer retorna a Bolivia con dirección a Santa Cruz de la Sierra, para descansar en la casa de Dionisio Foianini, acompañado del coronel Miguel Ayoroa Montaño; en la madrugada del 19 de agosto, fueron sorprendidos por gente que tenían el objetivo de tomarlos presos, se llevaron al coronel Banzer, trasladándolo a una residencia de YPFB, en Las Plamas, y luego fue trasladado en avión a la ciudad de La Paz, sería retenido en el cuartel policial. Ese mismo día, tras la aprensión de Banzer Suárez, el coronel Andrés Sélich Chop entró y ocupó militarmente la capital cruceña, apoyado por partidarios de Banzer, ocurriendo luego lo mismo en la capital del departamento de Cochabamba. 
El 21 de agosto, varias comandancias de las Fuerzas Militares se plegaron al golpe de Estado, y ocuparon la ciudad de La Paz, comenzando así los cruentos enfrentamientos. Luego también se plegaron los movimientos políticos de la FSB (Falange Socialista Boliviana) y luego algunos comandos del MNR (Movimiento Nacionalista Revolucionario), quienes siendo enemigos, lograron ponerse de acuerdo para apoyar el golpe. El golpe también tuvo apoyo popular de la sección conservadora.
Después de que la comandancia del Regimiento Tarapacá, tome la decisión de que los tanques accedan a la ciudad, selló el Gobierno del general Torres, quien dimitió a la presidencia, huyendo del Palacio de Gobierno por la noche hacia una embajada, esto definió a que el coronel Banzer, preso en el cuartel de Carabineros de La Paz, sea trasladado al Palacio de Gobierno. Banzer, trató salir del Palacio para dirigirse a algún medio que le trasladase a Buenos Aires, pero, mediante el jefe de Comunicaciones del Palacio, se enteró de los radiogramas de las unidades militares, quienes le anoticiaban que estaban conforme con que Banzer asuma la presidencia.
Por la tarde del 21 de agosto, el coronel Hugo Banzer Suárez asumió la presidencia, prestando juramento en el Palacio de Gobierno, al son de aclamaciones que decían que era el único paladín patriótico capaz de salvar a Bolivia, al día siguiente presentó a su gabinete.
Luego de un breve tiempo, ilegalizó los partidos políticos, incluidos sus aliados. Sin embargo, contó con el apoyo directo de Estados Unidos por su declarado anticomunismo. La CIA calificó a Banzer como un nacionalista moderado, receptivo a la inversión extranjera y declaradamente anticomunista, dispuesto a revertir las políticas izquierdistas de Torres. 
Fue un dictador por siete años, dejando incontables denuncias de atentados contra los derechos humanos. Banzer puso en marcha un aparato de represión mucho más feroz que el de sus antecesores, suprimiendo los sindicatos, despojando a la población de los derechos civiles y militarizando las minas del país. Su gobierno perpetró actos de corrupción muy sonados.
Se suele involucrar a su gobierno en el Plan Cóndor, un operativo de represión anticomunista ejecutado en la segunda mitad del siglo XX por los gobiernos militares de Argentina, Brasil, Paraguay, Uruguay, Chile y Bolivia, hasta el Perú de Francisco Morales en los años 1970. Según indican algunos informes, durante este periodo, Bolivia suministró principalmente a Chile y a Argentina (y viceversa) información sobre el movimiento de los que entonces eran llamados  'subversivos' y que se encontraban dentro del territorio de estos países.

De acuerdo con declaraciones dadas en noviembre de 1974, el general Banzer había planeado terminar su gobierno en agosto de 1980, pero tuvo que adelantar sus planes, según afirmaba, debido a que la situación política ya se había estabilizado lo suficiente como para permitir el concurso de diversos partidos en la democracia, pero además, por el cansancio que sentía tras una vida agitada y llena de responsabilidades. En este sentido, el general aseguraba:
La verdad es que estaba físicamente agotado. Durante todo el tiempo que ejercí la presidencia llegaba a palacio a las siete de la mañana y era raro el día que podía regresar a mi hogar a las ocho de la noche. Cuando viajaba no era para hacer espectaculares giras mediáticas en el exterior, sino en general, para visitar guarniciones o distritos alejados del territorio. No para recibir aplausos, pronunciar discursos y ornarme de mitura y serpentinas sino para resolver algún problema concreto. No me vanaglorio de haber procedido así, pues simplemente cumplía mi deber de presidente como lo había hecho antes en el cuartel.
En consecuencia, el 2 de noviembre de 1977, Hugo Banzer emitió un decreto en el que convocaba a elecciones presidenciales y legislativas para el 9 de julio del año siguiente. Con este fin, decretó amnistía parcial para los exiliados antes de Navidad de 1977, lo que generó descontento entre los adversarios del presidente durante algunas semanas.

En el distrito minero de Catavi, cuatro madres con sus hijos iniciaron una huelga de hambre. La prensa y los políticos trataron de darle un motivo político a la protesta, pero el general Banzer afirmaba otra cosa:
La huelga de las cuatro mujeres de trabajadores mineros se produjo para pedir la restitución de sus maridos al trabajo, los mismos que fueron sorprendidos robando mineral de la empresa. Se trató de un hecho económico-social y no político, hábilmente politizado por los agitadores extremistas, que secundaron a las mujeres y ampliaron sus exigencias, no sólo la reposición al trabajo, sino además, la amnistía irrestricta.
Poco a poco, grupos socialistas y socialdemócratas aprovecharon el descontento para sumarse poco a poco, extendiendo las protestas hasta enero. Debido a las crecientes huelgas de hambre y entendiendo que no podía actuar con brutalidad, el general Banzer amplió la amnistía para hacerla total, lo cual despertó el descontento de las Fuerzas Armadas, que esperaban más intransigencia del presidente en este asunto.
Para los comicios, las FFAA bolivianas propusieron a Banzer tres nombres de un posible candidato: el general Juan Pereda Asbún, el general Juan Lechín Suárez (hermano de Juan Lechín Oquendo, líder sindical trotskista) y el coronel Alberto Natusch Busch. Los dos últimos renunciaron a la posibilidad y solo quedó el primero; Banzer aceptó la decisión de las FFAA.
Tras las elecciones del 9 de julio de 1978, Juan Pereda Asbún resultó ganador, pero se evidenció un fraude electoral en complicidad de las FFAA y contra la voluntad del general Banzer. Ante esto, el general Pereda dio un golpe de Estado contra Banzer, quien se había quedado solo y sin el apoyo ni del Ejército; tuvo que exiliarse a la Argentina.

## Juicio de responsabilidades y participación política (1978-1997)
El Congreso Nacional de Bolivia intentó enjuiciar a Banzer por crímenes de lesa humanidad, durante su dictadura; pero el juicio de responsabilidades no llegó a producirse. Uno de los principales impulsores del juicio, Marcelo Quiroga Santa Cruz murió asesinado durante el golpe de Estado de Luis García Meza en 1980, quien luego sí fue juzgado y condenado a prisión. Este, ya en prisión, declaró que quienes asesinaron a Quiroga Santa Cruz eran paramilitares que recibieron órdenes de Banzer.
En 1979 Hugo Banzer Suárez fundó su propio partido de derecha, Acción Democrática Nacionalista-ADN, donde Alfredo Arce Carpio fungió como apoyo. Con este partido participó en las subsecuentes elecciones nacionales en 1979 y 1980: el 29 de junio de 1980 salió tercero, muy lejos de los dos primeros que pugnaron en el Congreso por la Presidencia, Hernán Siles Zuazo, quien sería electo Presidente y Víctor Paz Estenssoro. En las elecciones generales del 14 de julio de 1985, luego del fracaso de la izquierdista Unidad Democrática y Popular (UDP) de Siles Zuazo, ganó la votación por muy poco margen al Movimiento Nacionalista Revolucionario de Víctor Paz Estenssoro, quien resultó elegido en el Congreso con los votos del centro-izquierdista MIR, liderado por Jaime Paz Zamora. Una vez en la Presidencia, Paz Estenssoro vio que tenía que pactar con Banzer si quería tener margen de maniobra para aplicar sus medidas de shock para frenar la inflación. En el llamado Pacto por la Democracia, el partido de Banzer asumió el control de las dos cámaras del Congreso a cambio del apoyo congresal de este partido a las medidas del ejecutivo.
En las elecciones de 1989 obtuvo la segunda mayor votación y se alió con el Movimiento de Izquierda Revolucionaria (MIR) para ser parte del Gobierno, esta vez dando sus votos por el tercer candidato más votado, Jaime Paz Zamora, partido fundado en 1971 precisamente para combatir a la dictadura banzerista.

## Segunda presidencia (1997-2001)
En 1993 volvió a presentarse a unas elecciones presidenciales, esta vez como candidato del Acuerdo Patriótico, alianza de su partido con el MIR de Paz Zamora, obteniendo el segundo lugar detrás de Gonzalo Sánchez de Lozada, candidato del MNR, quien resultó elegido en el Congreso.
Tras el gobierno de Gonzalo Sánchez de Lozada (1993-1997), Banzer se presentó una vez más a las elecciones, ganándolas y alcanzando así en 1997 la presidencia por la vía constitucional, junto a Jorge Quiroga. En su segundo periodo como presidente, Hugo Banzer trató de igualarse de su antecesor y dio continuidad a algunas políticas.
El principal enfoque del gobierno de avanzar, fue el proyecto denominado “coca cero”. El fin era erradicar el uso de la hoja de coca para elaborar pasta base de cocaína y el narco tráfico. Esta operación  contó con el apoyo del Gobierno de Estados Unidos, lo que ocasionó grandes movilizaciones, bloqueos de rutas y marchas, muchas de ellas lideradas por el entonces diputado Evo Morales dirigente de los sindicatos de productores de hoja de coca del Chapare.
El 8 de abril de 2000 decretó el estado de sitio, con el objetivo de detener la oleada de protestas sociales contra la privatización de los servicios de agua potable y alcantarillado de la ciudad de Cochabamba en la llamada Guerra del Agua, que luego se vio reforzada por protestas en el altiplano lideradas por el dirigente indígena Felipe Quispe, el Mallku.
Durante su mandato, se hizo público que sufría de cáncer lo que obligó a Banzer a dimitir a la presidencia de la República por motivos de salud en 2001, dejando el cargo a su vicepresidente Jorge Quiroga Ramírez. Banzer falleció sin haber rendido cuentas ante la justicia.

## Muerte
Murió el domingo 5 de mayo de 2002, pocos meses después de renunciar a la presidencia de Bolivia, en la ciudad de Santa Cruz de la Sierra a los 75 años de edad.